# International University of Monaco
International University of Monaco (IUM) (franska: Université internationale de Monaco), tidigare University of Southern Europe (franska: Université de l'Europe du Sud), är ett monegaskiskt privatuniversitet som är beläget på fotbollsarenan Stade Louis II i distriktet Fontvieille i Monaco. Den är furstendömets enda universitet och är sen 2010 en del av det privata universitetsnätverket L'Institut des hautes études économiques et commerciales (INSEEC). IUM har utländska campus i London respektive Paris via just INSEEC. Utbildningsinstitutionen har utbildningar rörande bank, finans, företagsekonomi, kommunikation, ledarskap och marknadsföring samt att alla ekonomiprogram lärs ut på engelska.
Universitetet grundades 1984 med namnet University of Southern Europe och 2002 bytte den namn till sitt nuvarande.